# Козлов, Сергей Алексеевич
Сергей Алексеевич Козлов (15 июня 1964, Москва) — российский кинооператор. Сын джазового музыканта Алексея Козлова.

## Биография
В 1989 окончил ВГИК (мастерская В.Юсова). Помимо игрового кино, работает в рекламе.

## Избранная фильмография
- 1989: Мост (Борис Айрапетян)
- 1993: Дети чугунных богов (реж. Томаш Тот, премия Союза кинематографистов «За выдающиеся профессиональные успехи», премия «Золотой овен», премия «Ника» За лучшую операторскую работу)
- 1993: Русский регтайм (реж. Сергей Урсуляк, премия Союза кинематографистов «За выдающиеся профессиональные успехи», премия «Золотой овен»)
- 1994: Лимита (реж. Денис Евстигнеев), премия «Ника» За лучшую операторскую работу)
- 1994: Подмосковные вечера (реж. Валерий Тодоровский, номинация на премию «Ника» За лучшую операторскую работу)
- 1995: Музыка для декабря (реж. Иван Дыховичный)
- 1997: Одиссея (реж. Андрей Кончаловский)
- 1998: Великий Мерлин (реж. Стив Бэррон, Номинация на премию Золотой глобус 1999)
- 1999: Мама (реж. Денис Евстигнеев; в соавторстве с П.Лебешевым)
- 2000: Ясон и аргонавты (реж. Ник Уиллинг)
- 2001: Давай сделаем это по-быстрому (реж. Сергей Бодров-старший)
- 2001: Дом дураков (реж. Андрей Кончаловский)
- 2002: Русские в городе ангелов (реж. Родион Нахапетов)
- 2003: Лев зимой (реж. Андрей Кончаловский)
- 2004: Пограничный блюз (реж. Родион Нахапетов)
- 2005: Зеркальные войны: Отражение первое (реж. Василий Чигинский)
- 2007: Мороз по коже (реж. Крис Солимин)
- 2007: Параграф 78. Жребий брошен (реж. Михаил Хлебородов)
- 2009: Антикиллер Д.К: Любовь без памяти (реж. Эльдар Салаватов)
- 2010: Дом Солнца (реж. Гарик Сукачёв)
- 2014: Немая жизнь (реж. Владислав Козлов)
- 2016: Ёлки 5